# Mohamed Ghannouchi

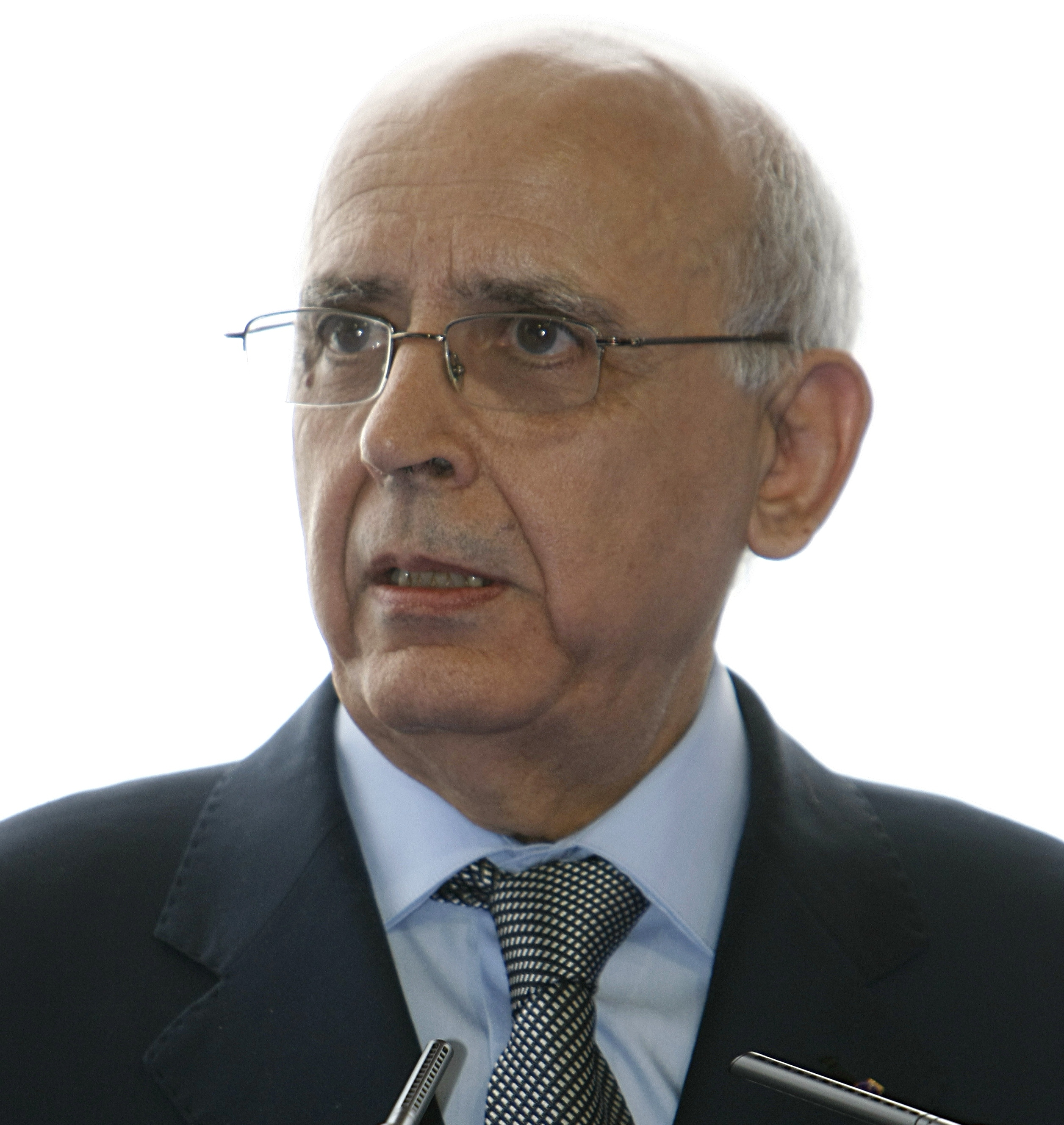
Mohamed Ghannouchi

Icke att förväxla med Rachid Ghannouchi.
Mohamed Ghannouchi, arabiska محمد الغنوشي, född 18 augusti 1941 i Sousse, Tunisien, är en tunisisk politiker, premiärminister 1999-2011, president under några timmar den 14 januari 2011, då företrädaren Zine El Abidine Ben Ali lämnade landet efter demonstrationer. Den 15 januari återgick Ghannouchi till att bli premiärminister, men lämnade posten efter protester mot hans starka band till den förra regeringen.